# Miccolamia takakuwai
Miccolamia takakuwai är en skalbaggsart som beskrevs av Hasegawa och N. Ohbayashi 2001. Miccolamia takakuwai ingår i släktet Miccolamia och familjen långhorningar. Inga underarter finns listade i Catalogue of Life.